# Religioni nelle Bahamas
Il cristianesimo è la religione più diffusa nelle Bahamas. Secondo una stima del 2010 del Pew Research Center, i cristiani rappresentano il 96% della popolazione (con una maggioranza di protestanti); lo 0,9% della popolazione segue altre religioni e il 3,1% della popolazione non segue alcuna religione. Una stima della CIA del 2010 fornisce risultati simili, dando i cristiani al 95% circa della popolazione; lo 0,6% della popolazione segue altre religioni, l'1,9% della popolazione non segue alcuna religione e il 2,5% circa della popolazione non specifica la propria affiliazione religiosa. Una stima dell'Association of Religion Data Archives (ARDA) riferita al 2020 dà i cristiani al 93% circa della popolazione e coloro che seguono altre religioni al 2,5% circa della popolazione, mentre il 4,5% circa della popolazione non segue alcuna religione.

## Religioni presenti

### Cristianesimo
Secondo la stima del 2010 del Pew Research Center, i protestanti rappresentano l’80% della popolazione, i cattolici il 14,5% della popolazione, e i cristiani di altre denominazioni l'1,5% della popolazione. Secondo la stima della CIA del 2010, i protestanti sono il 69,9% della popolazione, i cattolici il 12% e gli altri cristiani il 13% della popolazione.  Secondo le stime dell'ARDA del 2020, i cattolici sono il 13,6% della popolazione e gli ortodossi lo 0,1% della popolazione, mentre i protestanti e gli altri cristiani sono il 79,3% della popolazione.
Fra i protestanti bahamensi, il gruppo più numeroso è costituito dai battisti, seguito dagli anglicani, dai pentecostali, dagli avventisti del settimo giorno e dai metodisti; in misura minore sono presenti la Chiesa di Dio, i presbiteriani, i luterani e le Assemblee dei Fratelli.
La Chiesa cattolica è presente nelle Bahamas con una sede metropolitana (l'arcidiocesi di Nassau).
Nelle Bahamas è presente un piccolo gruppo di ortodossi appartenenti alla Chiesa greco-ortodossa. 
Fra i cristiani di altre denominazioni vi sono i Testimoni di Geova e la Chiesa di Gesù Cristo dei Santi degli Ultimi Giorni (i Mormoni). 

### Altre religioni
Nelle Bahamas sono inoltre presenti piccoli gruppi di seguaci del bahaismo, dell'islam, dell’ebraismo, dell'induismo, della religione tradizionale cinese, delle religioni afroamericane (principalmente l'Obeah) e del rastafarianesimo.